# سرخس آشیانه
سرخس آشیانه(نام علمی: Asplenium nidus) نام یک گونه از تیره سپرزدارویان است.